# Yahoo Messenger
Der Yahoo Messenger (eigene Schreibung Yahoo! Messenger, kurz auch Y!M, YIM oder Yim) war ein kostenloser Instant-Messaging-Dienst des Unternehmens Yahoo. Die zugehörige Software wurde kostenlos angeboten und konnte mit einem gültigen Yahoo-Zugang heruntergeladen und installiert werden. Die Funktionen des Yahoo Messenger waren denen von ICQ, dem AOL Instant Messenger und dem Windows Live Messenger sehr ähnlich, sie waren zueinander aber nicht kompatibel. Microsoft und Yahoo hatten sich zwischenzeitlich dazu entschlossen, ihre IM-Dienste zusammenzuschließen. Ab Version 8 von Yahoo Messenger konnten zumindest Textnachrichten mit dem Windows Live Messenger ausgetauscht werden, bis diese Kooperation im Zuge der Umstellung von Windows Live Messenger auf Skype 2012 wieder abgeschaltet wurde.

## Software
Der Yahoo Messenger war für die Betriebssysteme Windows, macOS, Android und iOS verfügbar. Nur noch veraltete Versionen gibt es für Linux und Solaris. Alternativ konnte für Linux ein Client namens Gyachi genutzt werden, der allerdings seit dem Jahr 2007 nicht mehr aktualisiert worden ist.
Die Software bot neben Textnachrichten auch Sprachanrufe, Webcams, Spiele und Fotofreigaben. Einige Funktionen wurden allerdings nur von der Windows-Version unterstützt.
Am 8. Juni 2018 gab Yahoo bekannt, dass der Messenger-Dienst wegen der sich stetig verändernden Kommunikationslandschaft zum 17. Juli eingestellt werden würde. Einen direkten Nachfolger gab es nicht. User konnten bis Ende November 2018 auf Antrag ihren gesammelten Chat-Verlauf zum Download erhalten.

## Verbreitung
Laut Nielsen NetRatings von Januar 2006 lag die Zahl der europäischen Yahoo-Messenger-Nutzer bei 4,65 Millionen. Der Service wurde durchschnittlich 13,6-mal pro Monat genutzt. Durchschnittlich verbrachten die europäischen Nutzer zwei Stunden und 15 Minuten im Monat mit dem Yahoo Messenger.